# Follow the Light
Follow the Light è il dodicesimo album in studio del gruppo musicale tedesco Bad Boys Blue, pubblicato nel 1999.

## Tracce
1. Follow the Light – 3:34
2. Thinking About You – 3:25
3. When I Kiss You – 3:51
4. I Can't Live – 3:53
5. Under the Boardwalk '99 – 3:16
6. Back to the Future – 3:53
7. Listen to Your Heart – 3:39
8. Hungry for Love (Rap Version)'99 – 3:17
9. Sweet Love – 3:25
10. Baby Blue '99 – 3:46
11. Rhythm of Rain – 3:59
12. I'll Be Around – 3:42
13. Ride On a Star – 3:23
14. Love Is No Crime '99 – 4:03
15. Have You Ever Had a Love Like This '99 – 3:32
16. Back to the Future (Level 1 Remix) – 4:11

## Formazione
- John McInerney
- Mo Russel
- Andrew Thomas